# نورما پرسیشن
نورما پرسیشن (انگلیسی: Norma Precision) شرکت صنایع جنگ‌افزاری سوئدی است، که در سال ۱۸۹۵ تأسیس شد.